# اکتور سلادا
اکتور سلادا (اسپانیایی: Héctor Zelada‎؛ زادهٔ ۳۰ آوریل ۱۹۵۷) بازیکن فوتبال اهل آرژانتین بود.
از باشگاه‌هایی که در آن بازی کرده‌است می‌توان به باشگاه فوتبال آمریکا و باشگاه فوتبال روساریو سنترال اشاره کرد.
وی همچنین در تیم ملی فوتبال آرژانتین بازی کرده‌است.